# Byte
Byte (đọc là bai) là một đơn vị lưu trữ dữ liệu cho máy tính, bất kể loại dữ liệu đang được lưu trữ. Nó cũng là một trong những kiểu dữ liệu (data type) trong nhiều ngôn ngữ lập trình.

## Ý nghĩa
Chữ "byte" có một số nghĩa, đều liên quan đến nhau:
1. Một dãy số liền nhau của một số bit cố định. Trong đại đa số các máy tính hiện đại, byte có 8 bit (octet). Tuy nhiên, không phải máy nào đều cũng dùng byte có 8 bit. Một số máy tính đời cũ đã dùng 6, 7, hay 9 bit trong một byte - một thí dụ là trong cấu trúc 36 bit của bộ máy PDP-10. Một ví dụ khác là đơn vị slab của bộ máy NCR-315. Một byte luôn luôn không chia rời được, nó là đơn vị nhỏ nhất có thể truy nhập được. Một byte 8 bit có thể biểu thị được 256 giá trị khác nhau (28 = 256) -- đủ để lưu trữ một số nguyên không dấu từ 0 đến 255, hay một số có dấu từ -128 đến 127, hay một ký tự dùng mã 7 bit (như ASCII) hay 8 bit.
2. Một dãy bit tạo thành một "sub-field" của một dãy số dài hơn được gọi là "word". Một số máy tính cho phép truy nhập byte có độ dài tùy ý. Trong các câu lệnh assembly LDB và DPB của bộ máy PDP-10, còn tồn tại dưới dạng phép tính từng byte trong Lisp Phổ thông; và byte 6 bit của bộ máy IBM 1401.
3. Một kiểu dữ liệu hay một từ đồng nghĩa cho một kiểu dữ liệu trong một số ngôn ngữ lập trình. Trong C, byte được định nghĩa là một đơn vị có thể chứa được bất cứ một ký tự nào trong môi trường hoạt động (điều khoản 3.5 trong tiêu chuẩn C). Vì kiểu dữ liệu số nguyên char có thể lưu trữ ít nhất 8 bit (điều khoản 5.2.4.2.1), một byte trong C có thể giữ được ít nhất 256 giá trị khác nhau (char không phân biệt có dấu hay không có dấu). Kiểu dữ liệu nguyên thủy byte trong Java được định nghĩa có 8 bit và là một kiểu dữ liệu có dấu, có thể lưu giá trị tự -128 đến 127.